# Brachys aerosus
Brachys aerosus es una especie de escarabajo barrenador metálico del género Brachys, categorizada en la tribu Trachyini, de la subfamilia Agrilinae.

## Taxonomía
Fue descrita científicamente por Melsheimer en 1845.
Tratamiento taxonómico
La especie aparece registrada y publicada en Description of new species of Coleoptera of United States. Proceedings of the Academy of Natural Sciences of Philadelphia 2(1844):134-160. (1845).